# Johann Martin von Wagner
Johann Martin von Wagner   (Würzburg, 24 de juny de 1777 - Roma, 8 d'agost de 1858) va ser un pintor, escultor i col·leccionista d'art alemany. Gràcies a la donació de la seva extensa col·lecció d'art, el Museu Martin von Wagner de la Universitat de Würzburg, que porta el seu nom, es va convertir en un dels museus universitaris més grans d'Europa.

## Biografia
Johann Martin Wagner va néixer a Würzburg l'any 1777 com a fill de l'escultor de la cort Johann Peter Wagner. Després d'assistir a l'escola, es va convertir en estudiant amb el seu pare als 19 anys. Entre 1797 i 1802 va estudiar pintura a Viena i París. El 1802 va rebre un premi per Eneas demana a Venus el camí cap a Cartago. El 1803 va participar en un concurs dels amics de l'art de Weimar (al qual també pertanyia Johann Wolfgang von Goethe). El tema era Ulisses apaivaga Polifem a través del vi. Wagner va guanyar el premi de 60 ducats i gràcies a la intercessió de Goethe va ser nomenat professor d'arts del dibuix a la Universitat de Würzburg. També se li va oferir una visita d'estudi de dos anys a Itàlia.

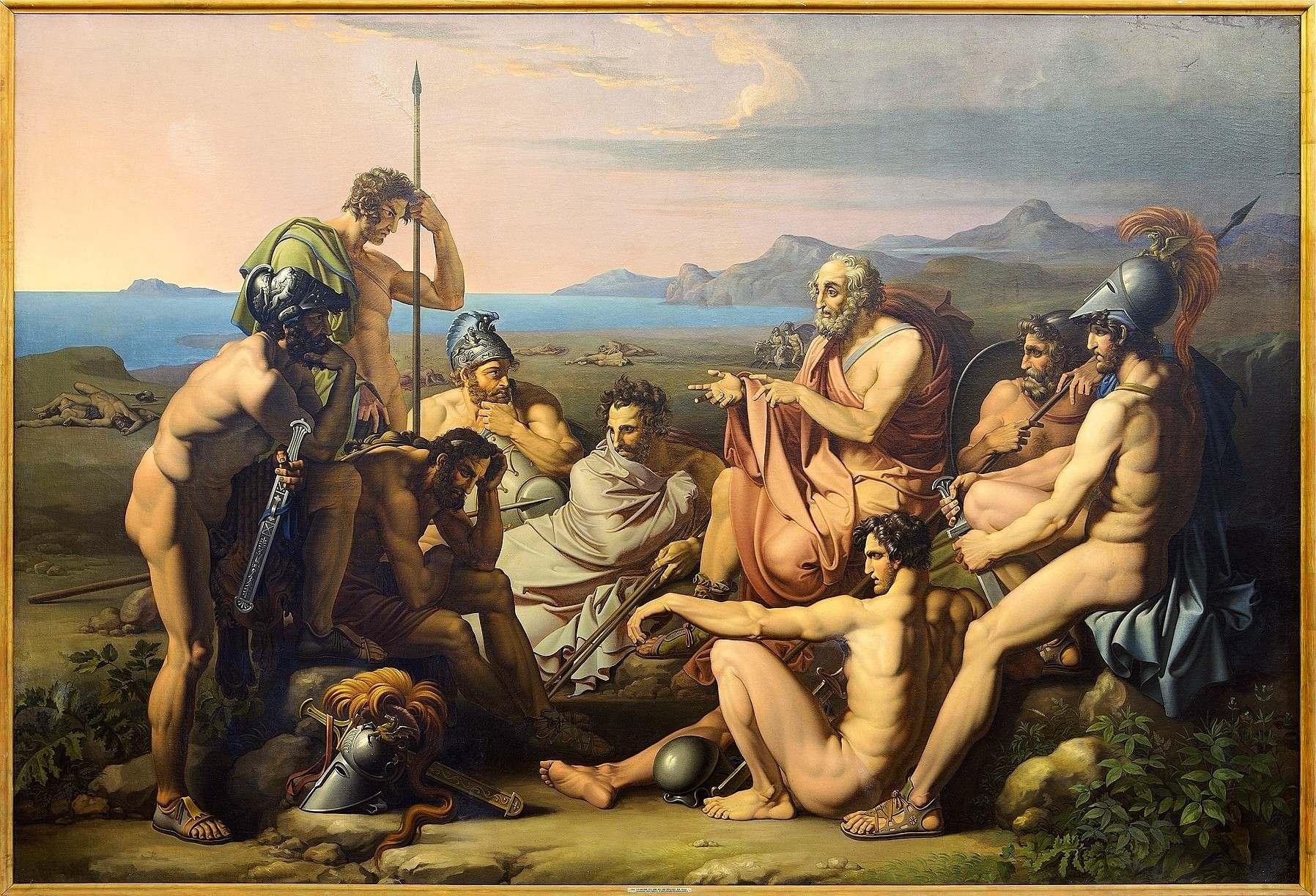
El Concili dels Grecs davant Troia, 1807

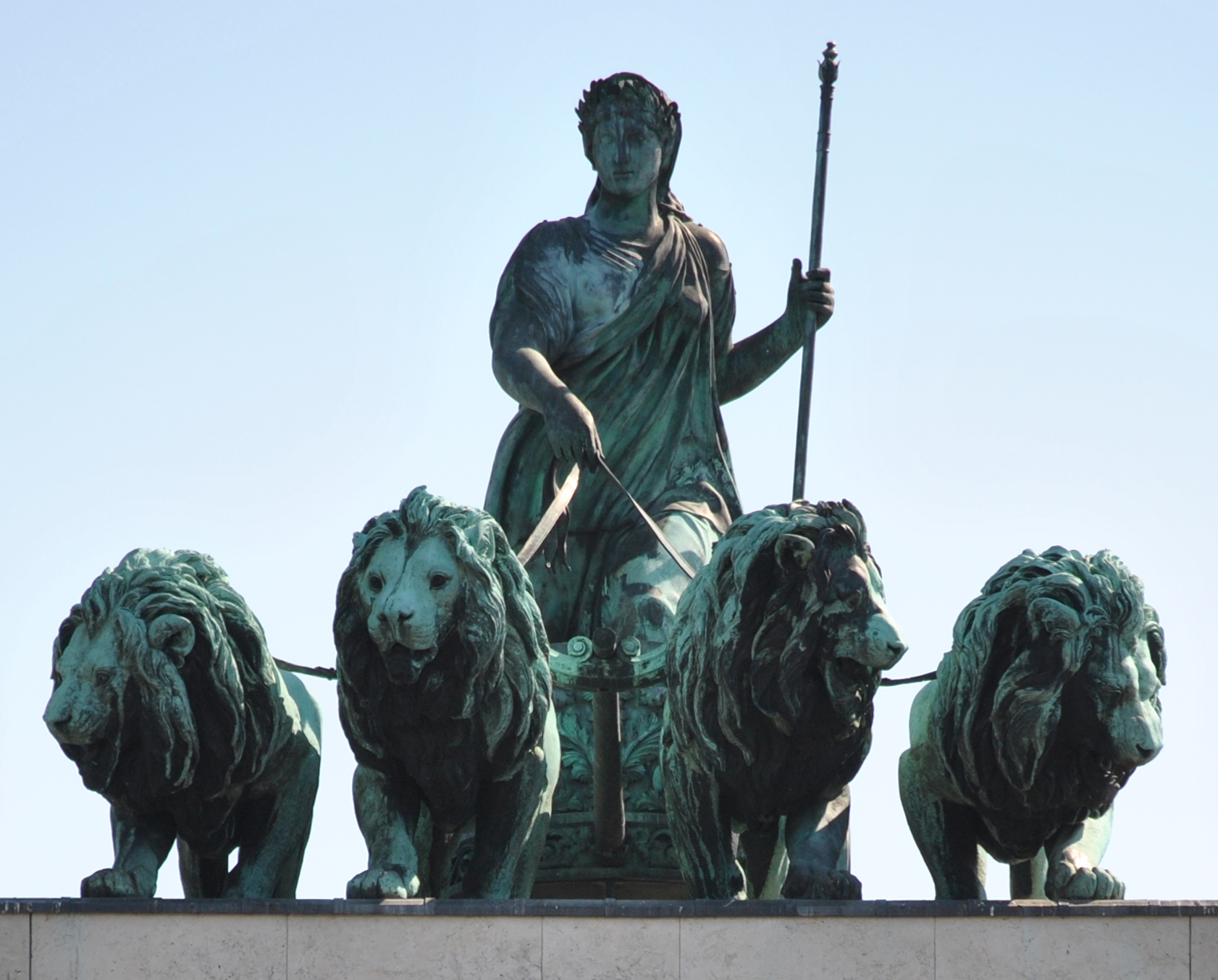
Quadriga al Siegestor a Munic. La Bavaria (personificació femenina de la pàtria bavaresa) va ser dissenyada per Wagner.

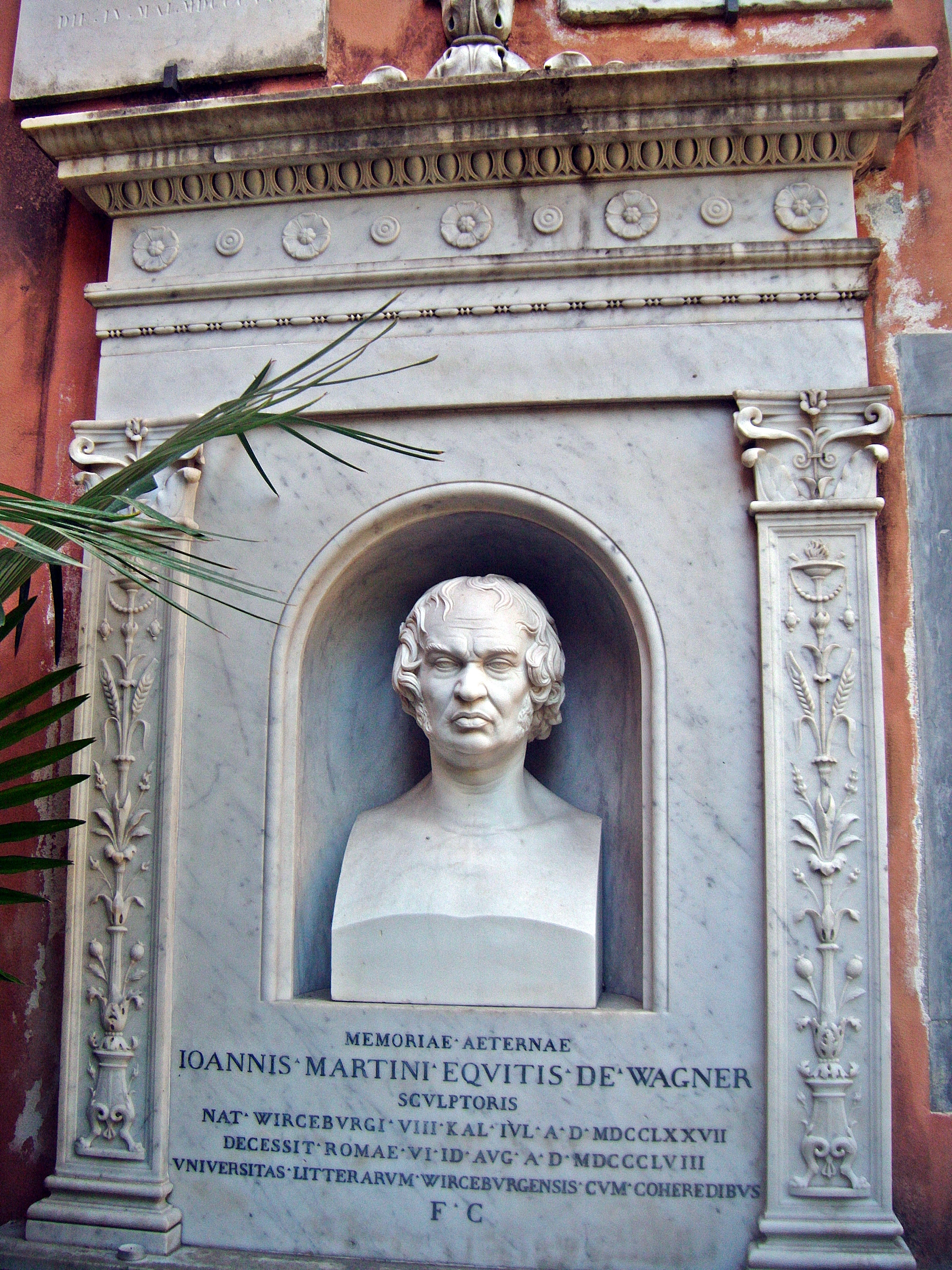
Làpida de Wagner al cementiri teutónic de Roma

A Roma, Wagner va ser contractat primer com a professor de dibuix a la casa de Wilhelm von Humboldt, aleshores enviat prussià a Itàlia. En lloc de dos, Wagner es va quedar quatre anys i va tornar a Itàlia diverses vegades durant la seva vida. En el viatge de tornada de la seva primera estada a Itàlia, va conèixer el príncep hereu de Baviera Ludwig a Innsbruck. Dos anys més tard es va convertir en el seu agent d'art i assessor d'art. En aquesta funció va tornar a viatjar a Itàlia. Wagner va treballar per a Ludwig durant gairebé 40 anys. Entre d'altres coses, el va assessorar sobre l'establiment de la Gliptòteca de Munic i va organitzar la compra del Faune Barberini i les figures a dues aigües del temple d'Afea a Egina. El 1823 el rei el va nomenar secretari general de l'acadèmia d'art de Munic.
El mateix Wagner va passar cada cop més de la pintura a l'escultura, però cada cop tenia menys temps per al seu propi treball artístic. Mentrestant, Wagner s'havia convertit en un conseller tan important del rei Lluís que el va ennoblir l'any 1825; des d'aleshores es va dir von Wagner. En nom del rei va crear un extens fris en relleu per a l'interior del Walhalla: La processó germànica des del Caucas fins a l'Europa central. El fris és l'obra escultòrica més gran de Wagner.
Des de 1831 von Wagner va viure a la Villa Malta de Roma. El 1841, el rei el va nomenar director de la Galeria Central de la Pinacoteca de Munic, però Wagner va demanar immediatament la seva dimissió d'aquest càrrec perquè no volia marxar de Roma. El 1857 Martin von Wagner va ser nomenat ciutadà honorari de Würzburg pels seus serveis a l'art i la ciència. El desembre del mateix any, va donar tota la seva col·lecció d'art a la Universitat de Würzburg. Des de 1963, la col·lecció universitària exposada a la residència de Würzburg porta el nom de Wagner, el Museu Martin von Wagner.
Wagner va morir a Roma el 8 d'agost de 1858 i va ser enterrat al cementiri teutónic.

## Obres seleccionades
- Äneas befragt Venus nach dem Weg nach Karthago (Enees demana a Venus el camí cap a Cartago), 1802
- Die Heilige Familie (La Sagrada Família) i Rückkehr der Frauen vom Grabe Christi (El retorn de les dones de la tomba de Crist), pintura a l'oli, cap al 1802
- Der Rat der Griechen vor Troja (El Consell dels grecs abans de Troia), 1807; encarregat pel príncep hereu de Baviera Ludwig[7]
- Munic, Glyptothek (arquitecte: Leo von Klenze, 1818): Disseny de la decoració figurativa del camp de gable sud i dels nínxols de la façana[8]
- Munic, Marstall (arquitecte: Leo von Klenze, 1822); esborrany del disseny de la façana
- Fris Walhalla (1837)
- Munic, Siegestor: disseny de la decoració figurativa, cap al 1840